# أنطوان ماير
أنطوان ماير (بالفرنسية: Antoine Meyer) هو كاتب ورياضياتي وشاعر لوكسمبورغي، ولد في 31 مايو 1801 في لوكسمبورغ في لوكسمبورغ، وتوفي في 29 أبريل 1857 في لياج في بلجيكا.